# Jan Popowicz
Jan Zdzisław Popowicz (* 5. Januar 1948 in Rzeszów, Podkarpackie) ist ein ehemaliger polnischer Bogenschütze.
Popowicz, der für Resovia Rzeszów startete, nahm an den Olympischen Spielen 1976 in Montréal teil und belegte den 17. Platz. Bei Weltmeisterschaften erreichte er im Einzel 1973 in Grenoble den 32. Platz und 1975 in Interlaken den 27. Platz. Mit der Mannschaft wurde er 1975 Vierter. Zwischen 1967 und 1991 trat er bei polnischen Meisterschaften an und gewann sowohl 1977 als auch 1979 den Einzeltitel.